# Lepidodactylus novaeguineae
Lepidodactylus novaeguineae este o specie de șopârle din genul Lepidodactylus, familia Gekkonidae, descrisă de Walter Varian Brown și Parker 1977. Conform Catalogue of Life specia Lepidodactylus novaeguineae nu are subspecii cunoscute.